# زنده در ملت بی‌کفش
زنده در ملت بی‌کفش (به انگلیسی: Live in No Shoes Nation) دومین آلبوم زنده از خواننده-ترانه‌سرای آمریکایی کنی چزنی است که در ۲۷ اکتبر ۲۰۱۷ توسط کلمبیا رکوردز منتشر شد.